# کندهلان
کندهلان، روستایی از توابع بخش جوکار شهرستان ملایر در استان همدان ایران است.

## جمعیت
این روستا در دهستان جوکار قرار دارد و براساس سرشماری مرکز آمار ایران در سال ۱۳۹۵، جمعیت آن ۲۵۸ نفر (۸۵خانوار) بوده‌است.
مردم روستای کندهلان به زبان ترکی آذربایجانی تکلم می کنند. 